# Saint-Tropez kikötője (Luce-kép)
A Saint-Tropez kikötője (Le Port de Saint-Tropez) Maximilien Luce francia festőművész alkotása, ma egy magángyűjtemény része.
Luce impresszionista festőként kezdte pályafutását, majd az 1880-as években két művészbarátja, Léo Gaussoné és Émile-Gustave Cavallo-Péduzzi ismertette meg a Georges Seurat által kifejlesztett pointillizmussal, és ő is ebben a stílusban kezdett alkotni, célja a fény erőszakos hatásainak megragadása volt. A pointilisták nem keverték a színeket, hanem apró, külön álló pontokban, foltokban vittek fel tiszta színeket a vászonra, amelyek a szemlélő tekintetében álltak össze árnyalatokká. Luce legtisztább pointilista korszaka 1887 és 1897 között volt. Ennek a korszaknak a tetőpontján, 1893-ban festette a A 73,7 × 91,4 centiméteres olajfestményt, amely a mediterrán napfényben fürdő saint-tropez-i kikötőt ábrázolja.